# Храм Свете Петке Параскеве у Станарима
Храм Преподобне мати Параскеве православни је храм који припада Епархији зворничко-тузланској Српске православне цркве (СПЦ). Налази се у Станарима, у Републици Српској. Градња храма почела је 1924. године. Храм је освештао епископ зворничко-тузлански Нектарије Круљ 1936. године.

## Историја
Храм Свете Петке у Станарима је током Другог свјетског рата знатно оштећен, а у поратном периоду није био обнављан, нити активан све до доласка проте Ристе Кривокапића, који је ову парохију опслуживао из Велике Буковице-Руданке. Он се ангажовао и, уз велике проблеме које су му правили режимски људи комунистичког система, обновио је храм 1954. године. Друга, генерална обнова храма извршена је од 1984. до 1987. године. Обновљени храм освештао је 06. септембра 1987. године епископ зворничко-тузлански г. Василије. Године 1989. исти епископ освештао је ново звоно овог храма.

### Унутрашњост храма
Иконостас од храстовине израдио је Војислав Рауковић из Јелањске. Иконе на иконостасу почео је да живопише Драган Манојловић из Добоја, а завршио Александар Васиљевић такође из Добоја.

## Матичне књиге
Након Другог свјетског рата комунистичка власт одузела је парохијске матичне књиге. Матични уред Станари вратио је 2007. године неке одузете матичне књиге, и то: а) рођених и крштених 1935-1937; б) умрлих 1935-1938. Данашње матичне књиге воде се у континуитету од 1964. године. Сачуван је и Домовник (Станари, Рашковци, Осредак) 1933-1937. године. Такође, и овај Домовник био је одузет од комунистичке власти, али је враћено Црквеној општини заједно са осталим матичним књигама.